# 漸臺一
漸臺一（Delta2 Lyrae、δ2 Lyr）是在天琴座的一顆4等星，距離地球大約900光年。它的光譜是M4II的標準，意思是它是一顆亮巨星，表面溫度大約是3,600K。它輻射出的能量是太陽的10,000倍，但是超過90%的能量是在比可見光更長的紅外線波段。直接的測量，結合依巴谷衛星的視差，得到它的半徑是1.1
- 1.3天文單位，與從其它觀測資料計算得到的大小符合。
它原本是一顆藍色主序星，但現在已經是一顆低溫的漸近巨星分支的恆星，核已經是簡併的碳-氧核心。它是顆半規則變星，變光幅度0.2等，但是週期不確定。漸臺一和漸臺增一（天琴座δ1）曾經被認為是一對目視聯星，但實情並非如此，只是從地球看它們兩顆星在同一個方向上。

從其鄰近的恆星系統CCDM J18545+3654BC光譜顯示，它與漸臺一在相同的距離上，這可能意味著這三顆星形成一個三合星的恆星系統。在這種情況下，CCDM J18545+3654BC與漸臺一的距離是24,000 AU，而軌道週期大約要24,000年。而在CCDM J18545+3654BC系統的兩顆星相距約600天文單位，互繞的軌道週期至少要10,500年。
漸臺一是疏散星團史蒂芬森1中最亮的一顆。